# L'imperatrice di Blandings
L'imperatrice di Blandings (Pig-hoo-o-o-o-ey) è un racconto dello scrittore inglese P. G. Wodehouse, pubblicato per la prima volta su periodici nel 1927 e in volume nel 1935 nella raccolta di racconti Blandings Castle (Il castello di Blandings).

## Storia editoriale
Il racconto è stato pubblicato per la prima volta negli Stati Uniti nel numero del 9 luglio 1927 della rivista Liberty e contemporaneamente nel Regno Unito, nel numero di agosto 1927 del mensile The Strand Magazine, prima di essere raccolto nel volume dal titolo Blandings Castle pubblicato negli USA nel 1935. Nel 1936 i racconti di Blandings Castle, con l'aggiunta di altri sei, furono pubblicati anche nel Regno Unito nella raccolta intitolata Blandings Castle and elsewhere. Non ci sono differenze fra la versione statunitense del 1935 e la versione inglese del 1936.
Come gli altri racconti della raccolta Il castello di Blandings, L'imperatrice di Blandings fu tradotta in lingua italiana e pubblicata in volume più volte negli anni trenta nella traduzione di Giulia Brugiotti e dagli anni ottanta nella traduzione di Luigi Brioschi

## Trama
Lord Emsworth è disperato: desidera che il suo grasso maiale, l'Imperatrice di Blandings, partecipi con successo all'87ª Fiera agricola dello Shropshire, ma l'Imperatrice rifiuta il cibo e comincia a deperire. Il veterinario sconcertato confessa la sua impotenza. Qualche giorno prima George Cyril Wellbeloved, il porcaro addetto alla cura dell'Imperatrice, era stato imprigionato dopo una condanna a quattordici giorni di reclusione per ubriachezza e condotta molesta. In famiglia, inoltre, Lord Emsworth è infastidito dalla sorella Connie preoccupata perché la nipote Angela ha rotto il fidanzamento con Lord Heacham perché innamorata di James Belford, un giovane che Connie giudica un "buono a nulla". A Lord Emsworth James non dispiace anche perché il conte è amico del padre del ragazzo, parroco anglicano di Blandings. Connie chiede al fratello di intervenire con il giovane Belford («dirgli che se Angela insiste a sposarlo non avrà un penny per quattro anni»).
Lord Emsworth, sebbene distratto dalle preoccupazioni per il suo maiale, si reca a Londra e invita a cena Belford per avere un colloquio col ragazzo. Conversando con Belford, il conte apprende che il giovane ha lavorato per due anni in una fattoria del Nebraska ed è esperto di maiali. Il giovane Belford dice al conte che l'Imperatrice non mangia perché sente la mancanza del richiamo pomeridiano del porcaro incarcerato; esiste tuttavia un richiamo universale ("Ping-hoo-oo-ey!" «La prima sillaba dev'essere breve, in staccato, la seconda lunga e terminante in falsetto»») al quale tutti i maiali rispondono. Lord Emsworth decide di ritornare immediatamente a casa, ripetendo il continuazione tra sé e sé il richiamo.
Addormentatosi sul treno, al risveglio Lord Emsworth non ricorda il richiamo. Risulta vano ogni tentativo nonostante l'aiuto che gli offrono Angela, il maggiordomo Beach e la governante. Finalmente arriva Belford «il quale lasciò partire un urlo che suonò, come dice il poeta, come un grande Amen»», e improvvisamente l'Imperatrice si mise a mangiare in modo tale da recuperare il peso perduto e vincere il concorso.

## Personaggi
Clarence, Nono Conte di Emsworthproprietario del castello di Blandings; molto distratto; ama i fiori ma soprattutto ama l'imperatrice di Blandings
Imperatrice di Blandingsscrofa nera di proprietà del conte di Emsworth, in gara con più bei maiali d'Inghilterra al concorso come maiale più grasso all'ottantasettesima Fiera agricola dello Shropshire
George Cyril Wellbelovedporcaro alle dipendenze di Lord Emsworth, ventinovenne; arrestato dall'agente Evans per ubriachezza e condotta molesta nella birreria del Goat and Feathers
Sir Gregory Parsloe-Parsloeproprietario di Matchingham Hall, vicino di Lord Emsworth; già rivale nella gara delle zucche, è diventato rivale anche nelle gare fra proprietari delle scrofe più grasse
EvansAgente di polizia a Market Blandings
Lady Constance Keeble (Connie)sorella di Lord Emsworth, vedova del defunto palazzinaro Joseph Keeble, castellana di Blandings, sulla quarantina, straordinariamente bella, autoritaria
Dr. Smithersveterinario a Market Blandings
Lord Heachamricco proprietario terriero il cui fidanzamento con Angela viene rotto
Angelanipote ventunenne di Lord Emsworth, figlia della defunta Jane, rompe il suo fidanzamento con Lord Heacham perché vuole sposare James Belford
James Bartholomew Belfordfiglio del parroco Old Belford (amico di Lord Emsworth), fidanzato di Angela, ha lavorato in una fattoria nel Nebraska dove ha appreso l'arte del richiamo dei maiali da Fred Patzel, campione del richiamo per porci degli Stati del West; insegna il richiamo universale a Lord Emsworth
Sebastian Beachmaggiordomo a Blandings

## Edizioni

### In lingua originale
- (EN) P.G. Wodehouse, Pig-hoo-o-o-o-ey: In which a lover makes a silk purse out of a sow's ear, in Liberty, illustrazioni di Wallace Morgan, 9 luglio 1927.
- (EN) P.G. Wodehouse, Pig-hoo-o-o-o-ey!, in The Strand Magazine, illustrazioni di Reginald Cleaver, agosto 1927.
- (EN) Pig-hoo-o-o-o-ey, in Blandings Castle, 1ª ed., New York, Doubleday, Doran & Co, 1935.
- (EN) Pig-hoo-o-o-o-ey, in Blandings Castle and Elsewhere, 1ª ed., London, Herbert Jenkins, 1936.
- (EN) Pig-hoo-o-o-o-ey, in Blandings Castle and Elsewhere, London, Penguin books, 1975,  pp. 49-73, ISBN 014000985X.
- (EN) Pig-hoo-o-o-o-ey, in Blandings Castle and Elsewhere, collana Coll. The Everyman Wodehouse, London, Everyman, 2002, ISBN 9781841591193.

### In italiano
- L'imperatrice di Blandings, in Il castello di Blandings: romanzo umoristico inglese, traduzione di Giulia Brugiotti, Milano, Bietti, 1936.
- L'imperatrice di Blandings, in Il castello di Blandings, collana Coll. BUR ; 481, traduzione di Luigi Brioschi, Milano, Biblioteca universale Rizzoli, 1984,  pp. 60-85, ISBN 88-17-12481-8.
- L'imperatrice di Blandings, in Il castello di Blandings, collana Coll. Narratori della fenice, traduzione di Luigi Brioschi, Parma, U. Guanda, 1992, ISBN 88-7746-601-4.
- L'imperatrice di Blandings, in Il castello di Blandings, collana Coll. TEAdue ; 315, traduzione di Luigi Brioschi, Milano, TEA, 1995, ISBN 88-7819-876-5.

## Adattamenti
- Pig Hoo-oo-ey! - film-tv del 1967 prodotto dalla BBC nella serie The World of Wodehouse, Blandings Castle[15]
- Pig-hoo-o-o-o-ey- film-tv del 2013, episodio della serie Blandings.[16]